# Verdon (regionaal natuurpark)
De Verdon is een regionaal natuurpark op de grens van de departementen Var en de Alpes-de-Haute-Provence in de Provence in het zuiden van Frankrijk.
Het natuurpark uit 1997 heeft een oppervlakte van 180.000 hectare. 

Logo

Hierin bevindt zich de grootste kloof van Europa de kloof van de Verdon (Gorges du Verdon of Grand Canyon du Verdon). Dit is een enorme kloof uitgesleten door de rivier de Verdon over een lengte van 25 km

Het is een geliefd gebied voor natuurliefhebbers.